# Джейкоб Лью
Джейкоб Джозеф Лью, або Джек Лью (англ. Jacob Joseph «Jack» Lew; нар. 29 серпня 1955, Нью-Йорк, США) — американський політик, глава адміністрації президента США з січня 2012 до січня 2013, член Демократичної партії.
10 січня 2013 президент США Барак Обама номінував кандидатуру Джейкоба Лью на пост міністра фінансів США, оскільки нинішній міністр Тімоті Гайтнер йде зі своєї посади. Сенат США затвердив кандидатуру Джейкоба Лью на своєму засіданні 27 лютого 2013.

## Біографія
Народився в ортодоксальній єврейській сім'ї. Його батько, юрист за професією і завзятий букініст, дитиною приїхав з родиною в США з Польщі. Лью навчався в середній школі Форест-Гіллс в Нью-Йорку і в коледжі «Карлтон» у Міннесоті. У 1978 році закінчив Гарвардський коледж, в 1983 році — юридичну школу при Університеті Джорджтаун.
У 1974–1975 роках Лью працював помічником конгресмена-демократа Джона Моаклі, потім — радником спікера Палати представників Тіпа О'Ніла. У його послужному списку робота в юридичній компанії Van Ness, Feldman and Curtis, Дослідницькому центрі Близького Сходу, Демократичному національному комітеті Campaign 88, а також в Центрі менеджменту і бюджету в Бостоні.
У 2009–2010 Лью працював секретарем департаменту управління і ресурсів, в 1998–2000 і в 2008–2010 був главою адміністративно-бюджетного управління (при Клінтоні і при Обамі).